# 2010년대 영화
다음은 2010년대 영화에 관한 정보이다. 2010년대 영화계의 사건과 경향에 대해 다룬다.

## 영화 목록
- 2010년 영화
- 2011년 영화
- 2012년 영화
- 2013년 영화
- 2014년 영화
- 2015년 영화
- 2016년 영화
- 2017년 영화
- 2018년 영화
- 2019년 영화

## 같이 보기
- 21세기 영화
- 2000년대 영화
- 2020년대 영화